# Macarie Ioniță
Macarie Ioniță (n. 17 mai 1924, Glodeanu Siliștea, județul Buzău — d. 3 august 2007) a fost un arhimandrit și mare duhovnic român.
S-a născut pe data de 17 mai 1924, la Glodeanu Siliștea din județul Buzău. A fost al doilea dintre cei șapte copii ai familiei lui Ion și Ivana Ioniță. Două dintre surorile părintelui au urmat de asemenea calea monahismului - maica Anastasia (decedată în 1990, la doar 53 de ani) și maica Mihaela. 
Părintele Macarie a intrat în viața monahală îndată după terminarea stagiului militar - în noiembrie 1949, la Mănăstirea Balaciu din județul Ialomița. A urmat Seminarul Teologic de la Curtea de Argeș, fiind hirotonit ieromonah în 1952.
Până în 1960 este stareț la Balaciu. Din pricina decretului 410 din 1959, este obligat să se transfere cu tot soborul la Mănăstirea Căldărușani. Între 1960-1968, este ghid și casier la Căldărușani, iar între anii 1968-1972 este stareț la Schitul Snagov. 
Din 1972, soborul Mănăstirii Pasărea îl solicită ca duhovnic și slujitor al mănăstirii. 
Până în anul 2007 va fi nelipsit de la slujbe, la altarul bisericii Mănăstirii Pasărea. A fost îngrijit în ultimii ani de grea suferință, cu o deosebită dăruire, de maicile Tomaida Chialda, Serafima și Xenia.